# نوریو ساساکی
نوریو ساساکی (ژاپنی: 佐々木 則夫؛ زادهٔ ۲ مهٔ ۱۹۵۸) فوتبالیست پیشین و مربی فوتبال اهل ژاپن است.
نوریو ساساکی در تیم‌هایی همچون تیم ملی فوتبال زنان ژاپن مربی‌گری کرده‌است.